# Patak-revitalizáció
A revitalizálás újra élővé tételt jelent. 
A fogalom és a gyakorlat nem újkeletű: Németországban és Svájcban már évtizedek óta – nemcsak természetvédelmi, hanem vízgazdálkodási, azaz gazdasági és árvízvédelmi szempontokból is – támasztanak fel vízfolyásokat. 
Felismerték, hogy az adott táj jellegzetességeit figyelmen kívül hagyó gazdálkodás erőltetése és a szabályozások és szennyezések mennyi kárt okoznak magának az embernek is. Gondoljunk csak arra, hogy a kimélyített, kiegyenesített meder a megnőtt romboló erő hatására még mélyebbre vágódik, s ezzel mélyebbre szállítja a mezőgazdaságban egyébként oly fontos talajvíz szintjét. 
Természetvédelmi szempontból jelentős, hogy az eredeti állapotukban lévő, a vízfolyás és környezete közötti átmenet és a hozzá tartozó igen változatos élettér eltűnt. A élővilág mindig a víz közelében a legbőségesebb, itt alakulnak ki a legbonyolultabb ökoszisztémák, melyek fenn tudják tartani a víz jó minőségét, és otthont adnak a védett élőlények tömegének.

## Patak-revitalizáció fogalma és követelményei
A  revitalizáció vagy renaturálás a leromlott élőhelyek, természeti képződmények újra élővé, természetessé alakítását jelenti. 
A patak-revitalizáció pedig egy szemmel látható módon is degradálódott, a vízi élőlényegyüttes számára az élettérhez szükséges környezeti tényezőket egyre kevésbé tartalmazó patakszakaszt - a mérnökbiológia módszereit felhasználva - úgy alakítunk át, hogy megfeleljen a következő követelményeknek:
- A vízi ökoszisztéma szempontjából kedvező élettér jellege legyen (ún. természetközeli állapot)

- A patak által esetleg veszélyeztetett települések árvízi biztonsága maximálisan garantálva legyen.

- A patakhoz tartozó vízhasználatok igényeit kielégítse.

## Patak-revitalizációs lehetőségek
- Természetközeli átalakítás mind a patak medrének, mind a partjának kialakítását jelenti, melynek során a kisvízi mederben kanyarok és ívek kerülnek kialakításra, melyekkel elválaszthatatlanul összekapcsolódik a szakadópartok és feltöltődések kialakulása.
- A talajerózióval veszélyeztetett területek biztosítása a legtöbb esetben mérnökbiológiai módszerekkel kell, hogy történjen.
- Természetes állapotba hozás érdekében a magassági vonalvezetés (hossz-szelvény) tervezése során törekednünk kell a változó esések és sebességek kialakítására. A meder dinamikai egyensúlyának kialakítására kell törekedni.
- A tervezett természetközeli keresztszelvény egy olyan összetett szelvény, amely egy közép - és kisvízi mederből és egy nagyvízi hullámtérből áll.
- A korszerű, környezetbe illeszkedő vízfolyásrendezés igen fontos eleme a vízfolyás vízgyűjtőjén kialakítandó víztározó, vagy víztározók láncolata.
- A biotechnikai építési mód sajátossága, hogy az áramló vízzel szemben elasztikus, a természettől adódóan a vegyi és fizikai igénybevétellel szelektált növények állnak, melyek erőssége napról napra nő és képesek megújulni. Egészséges, hidrológiailag, klimatikailag és ökológiailag is kedvező hatású. Harmonikusan illeszkednek a tájba és gazdagítják azt.

## Biotechnológiai építési módszerek
Ökológiai szempontból a legjavasoltabb biotechnológiai módszer a parti vegetáció kialakítása. Parti vegetáció alatt általában a vízfelület és a csatlakozó szárazföld határkörnyezetében tenyésző növényállományt értjük, melynek több funkciója is van:
- Hidrológiai-hidraulikai funkciói, hogy befolyásolja az áramlási és lefolyási viszonyokat,
- védi a partot az eróziótól,
- mechanikailag erősíti a partot,
- a hordalék terhelését csökkenti,
- javítja a folyóvölgy mikroklímáját,
- továbbá, a termelésben a tájjelleg- és termőhely-jellemzésben is fontos szerepet játszik.

Létesítésüknél nem szabad megfeledkezni arról, hogy élő szervezetek, amelyek bizonyos élettani minimumot megkívánnak ahhoz, hogy fennmaradjanak, és feladatukat optimálisan elláthassák. A patak menti növényzetnél különös figyelmet kell szentelni az összetételre. Mind a hossz-szelvény mentén, mind a keresztszelvényeknél jelentős különbségek találhatók. A változó viszonyok, a talaj, a vízháztartás és a fényviszonyok hatásával együtt gyakran a legkisebb területen is különböző növénycsoportok jönnek létre.
A mérnökbiológiai módszerek egyike, pl. a malmoknál is alkalmazott rőzsefonattal való partbiztosítás. A rézsűk erózió elleni védelmére fűmaggal vetett, talajréteggel fedett rőzseterítés vagy a terméskőszórás is használható, mely biztosabb és esztétikusabb, „természetesebb” fákkal, bokrokkal betelepítve.
Tavakon használt a nádtelepítés, pl. bálás módszerrel. A nád ásványianyag szükséglete miatt például jelentősen csökkenti a víz ásványi anyag tartalmát és vele az eutrofizáció veszélyét. Kedvező, hogy ökológiai tűrőképessége nagy. 
Kedvező hidraulikai, hordalék-kiszűrési és vízélettani hatásuk miatt kiterjedten alkalmazhatók a rugalmas gally és vesszőanyagból készült egyszerű és tartós rőzseművek. Nagy hatékonysággal alkalmazhatók az élő dorongfalak. A talajba vert dorongok létesítésük után jelentős ellenállást tanúsítanak, ami legyökerezésük és hajtásállományuk kifejlődése után többszörösére nő.
A gyepeknek sajátos védelmi szerepük van. A rézsű felületén kiegyenlített megkötést, eróziós és defláziós védelmet kell biztosítania. A gyepek állománya fűfélékből, pillangósokból és egyéb gyepnövényekből áll, a nagy fajtagazdagság miatt a termőhelyi adottságoktól függően sokféle társulás alakulhat ki. Vízépítési szempontból a tarackos és indás növények, a szaporodás tekintetében pedig a füvek és pillangósok a legkedvezőbbek. 
Nagy esésű rézsűk biztosítása esetén több tanulmány is az élősövény kialakítását javasolja, melyet dugványanyagból alakítanak ki.
Ki kell alakítani a vízfelszínt árnyékoló növényzetet, így az árnyékoló oldal fásítása a lényegesebb. A fásításnál nagyon fontos figyelembe venni a fajok tűrőképességét, ökológiai igényét. Lényeges például a törmelék elborítással szembeni nagy ellenálló képessége, mellyel a lombhullató fajok közül a nyír, a boróka, a mogyoró, kökény, hegyi juhar, lisztes berkenye, csigolyafűz, vörösgyűrűsom, szederfélék bírnak.

## Ajánlott irodalom
- Bardócziné Székely E. 2002. Kis vízfolyások és vízgyűjtőterületeik komplex kapcsolata, Kék Forrás Környezet- és Természetvédelmi Egyesület
- Dukai I. 2002. Kisvízfolyások revitalizációs lehetőségei, Kék Forrás Környezet- és Természetvédelmi Egyesület
- Kovács József: Kisvízfolyások rehabilitációja és fenntartható használata – kutató, információs program a Galga vízgyűjtőjére, EMLA Alapítvány a Környezeti Oktatás Támogatására: Budapest, 2005.
- Szarvas Ferenc: Vízépítési biotechnika II., Vízügyi Műszaki Gazdasági Tájékoztató, Budapest, 1972.